# Union Sportive de Ben Guerdane
A Union Sportive de Ben Guerdane (arabul: الاتحاد الرياضي ببنقردان) egy tunéziai sportegyesület, melynek a székhelye Bengardánban található. A klub elsősorban a labdarúgócsapatáról ismert, melyen 1936. március-én alapítottak és jelenleg a tunéziai labdarúgó-bajnokság legmagasabb osztályában az Professional League 1-ban szerepel.  

## Stadion
Az Union Sportive de Ben Guerdane a 10 ezer férőhelyes Stade 7-Mars-ban játsszák a hazai mérkőzéseiket. 2000-ban épült.

## Trófeák
| Nemzeti |
| - Tunéziai labdarúgókupa (0) : - Döntős : 2016–2017 - Elődöntős : 2021–2022 - Tunéziai másodosztály (1) - győztes: 2014–2015 - Tunéziai harmadosztály (2) - Győztes : 1963–1964, 2007–2008 - Tunéziai negyedosztály (2) - Győztes : 1987–1988, 2006–2007 - Tunéziai ötödosztály (1) - Győztes: 2002–2003 - Coupe de la Ligue amateur Promosport (1) - Győztes: 2006–2007 |